# Marie Ekeland
Pour les articles homonymes, voir Ekeland.
Marie Ekeland, née le 13 août 1975 à Paris, est une entrepreneure française spécialisée dans le financement de start-up, cofondatrice du fonds d'investissement Daphni. 
Fin 2017, elle devient la première femme présidente du Conseil national du numérique (CNNum). Peu de temps après, le 19 décembre 2017, elle annonce sa démission dans un post publié sur le site du CNNum. Elle est suivie dans sa décision par 28 des 29 autres membres nommés au CNNum.

## Biographie

### Origines et formation
Fille du mathématicien Ivar Ekeland et son épouse Catherine, Marie Ekeland effectue d'abord des études de mathématiques et informatique à l'université Paris-Dauphine. Après avoir achevé ses études à 22 ans, elle entre comme informaticienne à la banque d'affaires JPMorgan Chase à New York.
De retour à Paris en 1998, elle décide de prendre une année sabbatique pour compléter ses études en effectuant un master « Analyse et politique économique » à l'École des hautes études en sciences sociales,.

### Économie numérique et investissement
À partir de 2000, elle travaille dans le secteur du capital risque pour le compte de Crédit Agricole Private Equity. Elle y rencontre Xavier Lazarus, qui en 2005 lui propose de s'associer à Elaia, son fonds de capital risque spécialisé dans l'économie numérique fondé trois ans plus tôt. Au sein de cette société, elle participe notamment en 2006 à investir dans Criteo, une start-up française de reciblage publicitaire qui permet à Elaia de récupérer 60 fois sa mise initiale, lorsque Criteo est introduit en bourse au NASDAQ en 2013. Cette opération était peu prévisible, la dernière introduction au NASDAQ d'une entreprise française remontant aux années 1990. Elle a aussi été administratrice indépendante de Showroomprive.com et de Parrot.
En 2012, elle cofonde le lobby France digitale, qui vise à promouvoir l'économie numérique auprès des pouvoirs publics. Elle est vice-présidente de l'association, l'autre vice-président étant Olivier Mathiot de PriceMinister.
En 2015, elle cofonde Daphni, un fonds de placement spécialisé dans l'économie numérique. Elle décrit ce fonds d'investissement comme un nouveau genre de société de capital risque, basé sur l'économie de plateforme. Après quelques mois, le fonds d'investissement a récolté 150 millions d'euros auprès d'investisseurs tels que Fnac Darty, Nokia et Société générale. Le premier investissement connu de Daphni est sa participation à hauteur de 4 millions d'euros à Agricool, une start-up française qui projette l'aménagement de containers permettant de cultiver des fruits et légumes en ville.

### Conseil national du numérique
Après le départ de Mounir Mahjoubi au gouvernement du président Macron, l'instance consultative connaît huit mois de vacance du pouvoir. Mounir Mahjoubi, devenu secrétaire d'État au numérique, choisit Marie Ekeland en tant que successeur, celle-ci étant membre au Conseil national au numérique depuis 2013.

Quelques jours après sa nomination, sa démission intervient le 19 décembre 2017, après l'annonce de la composition du collège d'expert dont, en particulier, la militante Rokhaya Diallo et le rappeur et entrepreneur Axiom. À ce propos, elle déclare : 

« La nomination de certains membres, alors que la liste avait été préparée par mes soins dans le cadre de ce projet, a été interprétée à tort par certains comme une prise de position politique du gouvernement. […] Il s'est ensuivi un emballement médiatique et politique violent, révélateur des tensions françaises et de la difficulté à les traiter sereinement. Nous en avons été les témoins impuissants. »

À la suite de l'échec de recomposer une nouvelle équipe, Marie Ekeland adresse sa démission en déclarant : « Nous avons beaucoup travaillé […] à trouver une solution qui permette d'en conserver son intégrité et son entièreté. Nous n'y sommes pas arrivés. J'ai donc présenté aujourd'hui ma démission à Mounir Mahjoubi afin de laisser la place à une autre vision au CNNum. »

### Retour au capital-risque
En novembre 2020, Marie Ekeland lance un nouveau fonds d'investissement, sous le nom de « 2050 ». Détenu à 100% par un fonds de pérennité, ce véhicule d'investissement a pour objectif de soutenir des projets d'innovation dans cinq secteurs : l'agroalimentaire, la santé, l'éducation, l'habitat et transports, et les outils pour l'autonomie financière,. 

## Distinctions
La Légion d'honneur lui est remise début 2022 par le ministre de l'économie, Bruno Le Maire.